# Stazione di Melegnano
Stazione di Melegnano vasútállomás Olaszországban, Lombardia régióban, Melegnano településen.

## Vasútvonalak
Az állomást az alábbi vasútvonalak érintik:
- Milánó–Bologna-vasútvonal

## Kapcsolódó állomások
A vasútállomáshoz az alábbi állomások vannak a legközelebb:
- Stazione di San Giuliano Milanese
- Stazione di San Zenone al Lambro